# Вентральна область покришки
Вентральна область покриву (лат. area tegmentalis ventralis; англ. ventral tegmentum area, VTA) — частина середнього мозку, розташована дорсомедіально по відношенню до чорної речовини і вентрально по відношенню до червоних ядер. Є початком мезокортикального і мезолімбічного допамінових шляхів. Цей відділ мозку широко досліджується у зв'язку з мисленням, мотивацією, звичками та психіатричними розладами.